# Filip Härenstam
Henrik Filip Gabriel Härenstam, född 5 november 1898 i Forsheda i Småland, död 20 juli 1990 i Slottsstadens församling i Malmö, var en svensk ingenjör.
Filip Härenstam var son till köpmannen Alfred Härenstam och Hilda Nilsson samt äldre bror till historikern Curt Härenstam och farbror till underhållaren Magnus Härenstam. Efter studentexamen i Jönköping 1918 gick han på Chalmers Tekniska Högskola (CTH) och avlade civilingenjörsexamen där 1925, varpå han gjorde sjöpraktik vid världsomsegling med Transatlantics Bullaren 1926. Han blev ingenjör vid Svenska AB Bromsregulator (SAB) i Malmö 1927, fabriksingenjör 1927 och överingenjör på fabriksavdelningen vid huvudkontoret i Malmö 1960.
Han assisterade vid igångsättningen av SAB:s licenstillverkning i ett tiotal olika länder. Han ledde SAB:s tillverkning i Polen 1934–1937 och tillverkningen i Spanien 1951–1952 samt var konsult vid tillverkningen i Jugoslavien 1957 och Indien 1960. Hans intresse för numismatik ledde till att han engagerade sig i Skånes numismatiska förening, där han blev styrelseledamot 1956 och vice ordförande 1961. Ett annat intresse var nordisk fornhistoria.
Härenstam var från 1931 till sin död gift med Gunhild ”Gunnel” Hansson (1899–1994), dotter till Carl Otto Hansson och Ida Hansson. Han är gravsatt i minneslunden på Limhamns kyrkogård i Malmö.